# 자라투스트라
자라투스트라 스피타마, 더 일반적으로 조로아스터 또는 자라투스트라로 알려진 그는 이란족 종교 개혁가로, 당시 고대 이란 종교의 교리를 비판하며 조로아스터교의 영적 창시자가 되었다. 그는 현자 또는 기적 행위자로 다양하게 묘사되며, 그가 저술했다고 믿어지는 가장 오래된 조로아스터교 경전인 가타에서는 설교자이자 시인-예언자로 묘사된다. 그는 또한 헤라클레이토스, 플라톤, 피타고라스 및 유대교, 기독교, 이슬람교를 포함한 아브라함 종교에 영향을 미쳤다.
그는 학자들이 아베스타어(그 언어로 쓰여진 조로아스터교 경전의 모음)라고 명명한 동부 이란어를 사용했다. 이를 바탕으로 그의 고향은 페르시아 문화권의 동부 지역(아마도 오늘날의 아프가니스탄이나 타지키스탄) 어딘가에 위치했을 것으로 추정되지만, 정확한 출생지는 불확실하다.
그의 생애는 전통적으로 기원전 7세기에서 6세기경으로 거슬러 올라가 키루스 2세와 동시대 인물로 여겨지지만, 대부분의 학자들은 언어적, 사회문화적 증거를 사용하여 기원전 2천년기 어딘가로 연대를 추정한다. 조로아스터교는 기원전 6세기경부터 이란의 가장 중요한 종교가 되었고, 사산 제국 시대에 공식적인 승인을 받았으나, 기원후 7세기 이슬람의 페르시아 정복 이후 쇠퇴하기 시작했다. 조로아스터는 가타뿐만 아니라 고대 아베스타어로 작곡된 일련의 찬가인 야스나 합탕하이티의 저자로 알려져 있으며, 이 찬가들은 조로아스터교 사상의 핵심을 다룬다. 조로아스터에 대해 알려진 것은 거의 없으며, 그의 삶의 대부분은 이 희박한 문서들을 통해서만 알려져 있다. 현대 역사학의 어떤 기준에 따르더라도 그를 특정 시기에 고정시킬 증거는 없으며, 그를 둘러싼 역사화는 기원후 10세기 이전부터 전설과 신화를 역사화하려는 경향의 일부일 수 있다.

## 이름과 어원
조로아스터의 모국어인 아베스타어에서의 이름은 아마도 Zaraθuštra였을 것이다. 그의 번역된 이름인 "Zoroaster"는 후기(기원전 5세기) 그리스어 전사본인 Zōroastrēs (Ζωροάστρης)에서 유래한다. 이는 크산토스의 리디아카 (단편 32)와 플라톤의 알키비아데스 1 (122a1)에서 사용되었다. 이 형태는 이후 라틴어 Zōroastrēs와 후기 그리스어 표기법으로 고대 그리스어: Ζωροάστρις Zōroastris[*]로 나타난다. 그리스어 형태의 이름은 음성 전사 또는 아베스타어 zaraθ-와 그리스어 고대 그리스어: ζωρός zōros[*](문자 그대로 '희석되지 않은')의 의미적 대체, 그리고 BMAC 기층 언어 -uštra와 고대 그리스어: ἄστρον astron[*]에 기반한 것으로 보인다.
아베스타어에서 Zaraθuštra는 일반적으로 고대 이란어 *Zaratuštra-에서 유래한 것으로 받아들여진다. 이름의 절반 요소(-uštra-)는 '낙타'를 의미하는 인도이란어파 어근으로 생각되며, 전체 이름은 '낙타를 다룰 수 있는 사람'을 의미한다. 후기 이란어, 특히 팔라비어 (기원전 300년) Zardusht에서 재구성된 바에 따르면—이 형태는 9세기부터 12세기 조로아스터교 문헌에 나타나는 형태이다—*Zaratuštra-는 *Zarantuštra-의 제로 등급 형태일 수 있다. Zaraθuštra가 *Zarantuštra-에서 파생되었는지 아니면 *Zaratuštra-에서 파생되었는지에 따라 여러 해석이 제시되었다.
만약 Zarantuštra가 원래 형태라면, 이는 '오래된/늙은 낙타를 가진'이라는 의미일 수 있다. 이는 아베스타어 zarant-와 관련이 있다 (cf. 파슈토어 zōṛ 및 오세트어 zœrond, '늙은'; 팔라비어 zāl, '늙은'):
- '화난/격렬한 낙타를 가진': 아베스타어 *zarant-, '화난, 격렬한'에서 유래.[22]
- '낙타를 몰고 가는' 또는 '낙타를 기르는/돌보는': 아베스타어 zarš-, '끌어당기다'와 관련.[23]
- 마이어호퍼(1977)는 '낙타를 갈망하는' 또는 '낙타를 동경하는'이라는 어원을 제안하며 베다 산스크리트어 har-, '좋아하다'와 관련이 있고, 아마도 (모호하지만) 아베스타어 zara-와도 관련이 있을 수 있다고 보았다.[22]
- '노란 낙타를 가진': 아베스타어 zairi-와 병행.[24]

아베스타어 zaraθuštra의 -θ- (/θ/) 해석은 한때 뜨거운 논쟁의 대상이었다. 이는 -θ-가 불규칙적인 발전이기 때문이다. 원칙적으로 *zarat- (치음으로 끝나는 첫 번째 요소)는 그로부터 아베스타어 zarat- 또는 zarat̰-로 발전해야 한다. 왜 zaraθuštra의 경우 그렇지 않은지는 아직 밝혀지지 않았다. 음성학적 불규칙성에도 불구하고, 아베스타어 zaraθuštra가 -θ-를 포함한 언어적으로 실제 형태였음은 이후 같은 기반을 반영하는 증명에서 나타난다. 현재 이란어 계열의 그의 이름 변형들은 모두 중기 이란어 형태인 Zarθošt에서 유래하며, 이는 다시 아베스타어의 마찰음 -θ-를 반영한다.
팔라비어에서 이 이름은 팔레비어: 𐭦𐭫𐭲𐭥𐭱𐭲 Zardu(x)št이며, 파르티아어로는 Zarhušt, 마니교 중세 페르시아어로는 Zrdrwšt, 초기 신페르시아어로는 Zardušt, 현대 (신 페르시아어)로는 페르시아어: زرتشت Zartosht이다.
고전 아르메니아어 문헌에는 Zradašt (종종 Zradešt 변형 포함)로 이름이 기록되어 있다. 이 증언 중 가장 중요한 것은 아르메니아 저자 콜브의 에즈니크, 엘리셰, 그리고 모프세스 호레나치가 제공했다. Zradašt라는 철자는 *zur-로 시작하는 더 오래된 형태에서 파생되었는데, 독일 이란학자 프리드리히 카를 안드레아스 (1846–1930)는 이를 중기 페르시아어 구어 형태인 *Zur(a)dušt의 증거로 사용했다. 이 가정에 기반하여 안드레아스는 심지어 아베스타어 형태의 이름에 대해서도 결론을 내렸다. 그러나 현대 이란학자 뤼디거 슈미트는 안드레아스의 가정을 기각하며, *zur-로 시작하는 오래된 형태는 단순히 아르메니아어 zur ('잘못된, 부당한, 쓸모없는')의 영향을 받았을 뿐이며, 이는 "이 이름이 아르메니아 기독교인들에 의해 반-조로아스터교적인 의미로 재해석되었음을 의미한다"고 진술한다. 게다가 슈미트는 다음과 같이 덧붙인다: "(파르티아어 또는) 중기 페르시아어 형태를 아르메니아인들이 받아들였을 때 (Zaradušt 등), 이는 단순히 선아르메니아어로 *Zuradašt로 전치된 것일 수 있다."

## 연대

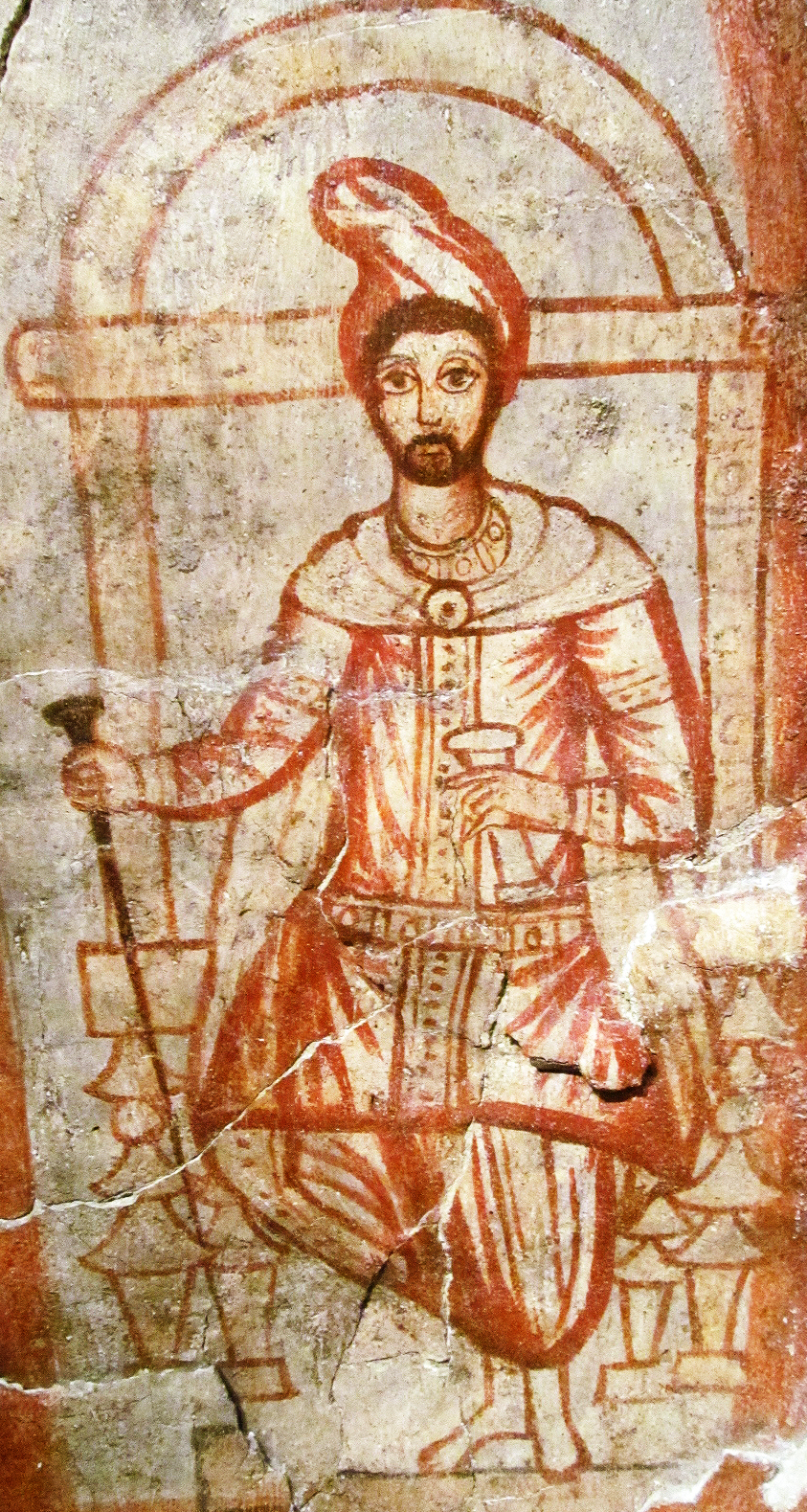
3세기 미트라교 조로아스터 묘사. 프란츠 퀴몽이 시리아 두라 에우로포스에서 발견.

조로아스터의 연대에는 합의가 없다. 아베스타는 이에 대한 직접적인 정보를 제공하지 않으며, 역사적 자료는 서로 모순된다. 일부 학자들은 원시 인도이란어와 원시 인도이란 종교에 기반하여 연대를 재구성하는 반면, 다른 학자들은 내부 증거를 사용한다. 오늘날 많은 학자들이 기원전 1000년경을 가장 유력한 연대로 간주하지만, 다른 학자들은 여전히 기원전 1500년에서 500년 사이의 범위를 가능하다고 본다.

### 고대 학문
기원전 6세기부터 4세기의 고전 학문은 그가 크세르크세스 1세의 기원전 480년 그리스 침공 6,000년 전에 존재했다고 믿었는데 (크산토스, 에우독소스, 아리스토텔레스, 헤르미푸스), 이는 조로아스터교의 3,000년 네 주기 (즉 12,000년)에 대한 오해일 수 있다. 이러한 믿음은 디오게네스 라에르티오스에 의해 기록되었으며, 다른 판본에서는 크세르크세스 1세보다 600년 전, 즉 기원전 1000년 이전 어딘가에 위치할 수 있다. 그러나 디오게네스는 또한 헤르모도로스의 믿음으로 조로아스터가 트로이 전쟁 5,000년 전에 살았다고 언급하는데, 이는 그가 기원전 6200년경에 살았음을 의미한다. 10세기 수다는 트로이 전쟁 500년 전의 날짜를 제공한다. 플리니우스는 에우독소스를 인용하여 그의 죽음을 플라톤보다 6,000년 전인  기원전 6300년c.으로 보았다. 다른 의사 역사적 구성으로는 아리스토크세누스가 칼데아인 자라타스가 피타고라스를 바빌론에서 가르쳤다고 기록한 것 또는 신화적인 니누스와 세미라미스 시대에 살았다는 것 등이 있다. 플리니우스에 따르면 두 명의 조로아스터가 있었다고 한다. 첫 번째는 수천 년 전에 살았고, 두 번째는 기원전 480년 그리스 침공 때 크세르크세스 1세와 동행했다. 일부 학자들은 조로아스터의 연대 계산이 기원전 4세기에 페르시아의 마기에 의해 개발되었으며, 초기 그리스인들이 아케메네스 왕조로부터 그에 대해 배웠으므로, 이는 그들이 조로아스터를 키루스 대왕과 동시대 인물이 아니라 먼 과거의 인물로 여겼음을 시사한다고 제안한다.

### 조로아스터교 및 이슬람 학문
일부 후기 위서 및 조로아스터교 자료(알렉산드로스 이전 258년이라는 날짜를 언급하는 팔라비어 문헌인 분다히슈 등)는 조로아스터를 기원전 6세기로 비정하는데, 이는 기원후 4세기 암미아누스 마르켈리누스의 기록과 일치한다. 전통적인 조로아스터교 연대는 알렉산드로스 대왕의 기원전 330년 아케메네스 제국 정복 직후의 시기에서 유래한다. 알렉산드로스 사망 후 권력을 잡은 셀레우코스 통치자들은 "알렉산드로스 시대"를 새로운 역법 시대로 제정했다. 이는 조로아스터교 성직자들에게는 마음에 들지 않았고, 그들은 "조로아스터 시대"를 확립하려 했다. 이를 위해 그들은 조로아스터가 언제 살았는지 알아야 했고, 연속적인 세대들의 길이를 거슬러 계산하여 조로아스터가 "알렉산드로스보다 258년 전"에 살았음에 틀림없다는 결론에 도달했다 (메리 보이스에 따르면 일부는 심지어 키루스를 비슈타스파와 동일시하는 오류를 저질렀다). 이 추정치는 이후 9세기에서 12세기 아랍 및 팔라비어 조로아스터교 전통 문헌에 다시 나타났는데, 10세기 마수디는 사라진 아베스타어 책에서 조로아스터가 제국의 멸망을 300년 후에 예언했지만 종교는 1,000년 동안 지속될 것이라고 예언한 내용을 인용했다.

### 현대 학문
현대 학문에서는 두 가지 주요 접근법을 구별할 수 있다. 하나는 토착 조로아스터교 전통에 기반한 기원전 7세기와 6세기의 늦은 연대 측정이고, 다른 하나는 그의 삶을 더 일반적으로 기원전 15세기에서 9세기 사이로 보는 이른 연대 측정이다.

#### 늦은 연대
일부 학자들은 기원전 7세기에서 6세기 사이의 기간, 예를 들어  기원전 650-600년c. 또는 기원전 559-522년을 제안한다. 가장 늦게 가능한 연대는 아케메네스 제국의 다리우스 1세 또는 그의 전임자인 키루스 2세 시대인 기원전 6세기 중반이다. 이 날짜는 주로 조로아스터교 문헌의 인물을 역사적 인물과 연결하려는 시도에서 신뢰를 얻는다. 따라서 일부는 조로아스터의 삶에 대한 기록에 등장하는 신화적인 비슈타스파가 다리우스 1세의 아버지인 비슈타스파(또는 그리스어로 히스타스페스)였다고 추정했다. 그러나 이것이 사실이라면, 아베스타가 비슈타스파의 아들이 페르시아 제국의 통치자가 되었다는 것을 언급하지 않았거나, 다리우스 아버지에 대한 이 핵심 사실이 베히스툰 비문에 언급되지 않았다는 것은 있을 수 없는 일이다. 또한 다리우스 1세의 아버지가 조로아스터교 후원자를 기리기 위해 이름 지어졌을 가능성도 있으며, 이는 아르사메스의 조로아스터교 신앙을 시사한다.

#### 이른 연대
메리 보이스와 같은 학자들(조로아스터의 연대를 기원전 1700년에서 1000년 사이로 추정)은 언어적 및 사회문화적 증거를 사용하여 조로아스터를 기원전 1500년에서 1000년 사이(또는 기원전 1200년에서 900년 사이)로 비정했다. 이 이론의 기본은 주로 조로아스터교의 가타에 사용된 아베스타어와 초기 베다 찬가 모음집인 리그베다( 기원전 1700c.–1100년)의 베다 산스크리트어 사이의 언어적 유사성에 기반한다. 두 텍스트 모두 공통된 고대 인도이란 기원을 가진 것으로 여겨진다. 가타는 전사-목동과 사제로 이루어진 고대 석기 시대-청동기 시대 이분 사회를 묘사하며 (청동기 시대 삼분 사회와 비교됨; 일부는 야즈 문화를 묘사한다고 추측한다), 따라서 가타와 리그베다가 몇 세기 이상 차이를 두고 작곡되었을 가능성은 낮다. 이 학자들은 조로아스터가 고립된 부족에서 살았거나, 이란인들이 스텝에서 이란 고원으로 이주하기 전인 기원전 1200-1000년에 가타를 작곡했다고 제안한다. 이 주장의 단점은 모호한 비교와 가타의 고풍스러운 언어가 반드시 시간적 차이를 의미하지는 않는다는 점이다.
실크로드 시애틀은 빅터 H. 마이어의 저술에 대한 자체 해석을 사용하여 조로아스터가 기원전 2천년기에 태어났을 수도 있다고 제안했다.
알무트 힌체, 대영 도서관, 유럽 연구회는 조로아스터가 대략 3,500년 전인 기원전 2천년기에 살았다고 추정한다.

## 장소
조로아스터의 출생지는 알려져 있지 않으며, 가타의 언어는 제안된 페르시아 북서부 및 북동부 방언과 유사하지 않다. 그가 두 지역 중 한 곳에서 태어나 나중에 다른 지역에서 살았을 수도 있다는 주장도 있다.
야스나 9장과 17장은 조로아스터의 고향이자 그의 첫 등장이 일어난 곳으로 아리야넴 바에자 (중기 페르시아어 에란 웨이)에 있는 디티야 강을 언급한다. 아베스타 (고대 및 후기 모두)는 아케메네스 왕조나 메디아, 페르시아인, 심지어 파르티아인과 같은 서부 이란 부족에 대해 언급하지 않는다. 프라바시는 기원전 6세기와 5세기 동부 이란에 대한 그리스 및 아케메네스 왕조 자료에는 알려지지 않은 일부 이란 민족을 언급한다. 벤디다드에는 17개의 지역 이름이 포함되어 있으며, 대부분은 이란 북동부와 동부에 위치한다.
그러나 야스나 59.18절에 따르면, 조로아스터교 사제단의 최고 수장인 자라투슈트로테마는 '라가'(바다흐샨)에 거주한다고 되어 있다. 9세기부터 12세기에 걸친 조로아스터교 전통의 중기 페르시아어 문헌에서는 이 '라가'와 다른 여러 장소들이 서부 이란의 위치로 나타난다. 미디어 지역은 아베스타에 전혀 언급되지 않지만(경전에 언급된 가장 서쪽 지역은 아라코시아이다), 분다히슈, 즉 "원초적 창조"(20.32 및 24.15)는 라가를 메디아 (중세 샤흐레레이)에 둔다. 그러나 아베스타어에서 라가는 단순히 '평원, 언덕'을 의미하는 지명이다.
해석의 여지가 있는 중기 페르시아어 자료의 이러한 단서 외에도 여러 다른 자료들이 있다. 그리스 및 라틴어 자료들은 조로아스터의 출생지에 대해 분분하다. 조로아스터에 대한 그리스어 기록은 많으며, 보통 페르시아인 또는 페르시아-메디아인 조로아스터라고 불린다. 크테시아스는 그를 박트리아에 두었고, 디오도로스 시켈로스는 그를 아리아스파이 (시스탄)에 두었으며, 케팔리온과 유니아누스 유스티누스는 그를 페르시아 문화권 동쪽에, 반면 플리니우스와 오리게네스는 이란 서쪽을 그의 출생지로 제안했다. 더욱이 그들은 조로아스터가 한 명 이상이었다는 주장도 제기한다.
다른 한편으로, 이슬람 이후의 자료에서 현재의 투르크메니스탄 샤흐리스탄 출신의 이란족 작가인 샤흐라스탄(1086–1153)은 조로아스터의 아버지는 아트로파테네 (또한 메디아에 속함) 출신이고 어머니는 샤흐레레이 출신이라고 제안했다. 저명한 종교학자로부터 나온 이 주장은 조로아스터가 자신들의 고향에서 유래했다고 주장하던 여러 지역에 심각한 타격을 주었고, 이로 인해 일부 지역에서는 조로아스터가 자신들의 지역에 묻혔거나 거기서 가타를 작곡했거나 설교했다고 주장하기 시작했다. 같은 시기, 같은 역사적인 페르시아 지역의 아랍어 자료들 또한 이란령 아제르바이잔을 자라투스트라의 출생지로 간주한다.
20세기 후반까지 대부분의 학자들은 조로아스터교가 동부 페르시아 문화권에서 기원했다고 보았다. 놀리는 시스탄, 발루치스탄주 (현재 주보다 훨씬 넓은 범위)를 조로아스터교의 고향으로 제안했다. 프라이는 박트리아와 호레즘을 지지했다. 흘로핀은 현재 투르크메니스탄의 테젠 삼각주를 제안한다. 사리아니디는 박트리아-마르기아나 고고학적 복합체 지역을 "조로아스터교도들과 아마도 조로아스터 자신의 고향"으로 간주했다. 보이스는 볼가강 서쪽의 스텝 지대를 포함한다. 중세의 "메디아 출신" 가설은 더 이상 진지하게 받아들여지지 않으며, 재너는 이것이 정당성을 확보하려는 마기 중심의 문제였다고 제안하기도 했지만, 이는 게르셰비치 등에 의해 역시 거부되었다.
2005년 이란 백과사전의 조로아스터교 역사에 대한 기사는 이 문제를 "그가 서부 이란에 살지 않았다는 일반적인 합의가 있지만, 중앙아시아를 포함한 동부 이란의 특정 지역에 그를 위치시키려는 시도는 여전히 불확실하다"고 요약한다.

## 생애

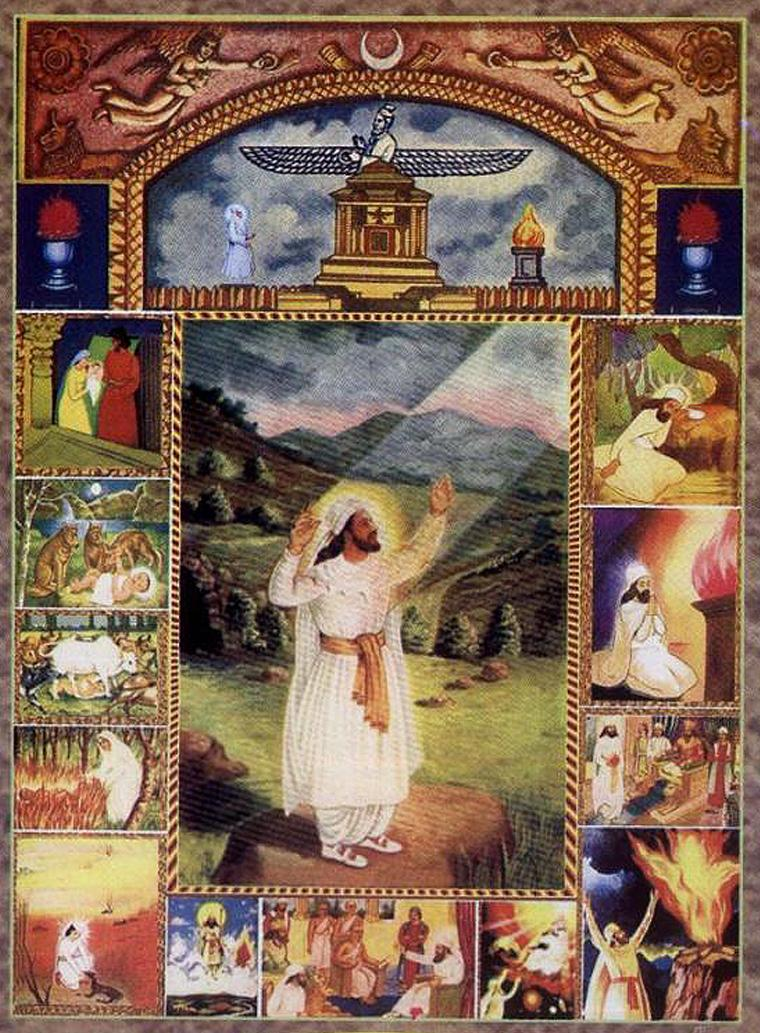
19세기 조로아스터의 삶의 사건을 묘사한 그림

조로아스터는 스피타마 가문의 푸루샤스파와 두그도우의 아들로 기록되어 있으며, 그의 증조부는 하에차타스파이다. 모든 이름은 유목 전통에 적합해 보인다. 그의 아버지 이름은 '회색 말의 소유자'(단어 aspa는 '말'을 의미)를 의미하고, 어머니 이름은 '우유 짜는 여자'를 의미한다. 전통에 따르면, 그는 두 명의 형과 두 명의 동생을 포함한 네 명의 형제가 있었으며, 그들의 이름은 훨씬 후기 팔라비 문학에서 언급된다.
조로아스터의 사제직 훈련은 아마도 7세경에 매우 일찍 시작되었을 것이다. 그는 아마 15세경에 사제가 되었고, 가타에 따르면 20세에 부모를 떠나 여행하며 다른 스승들과 개인적인 경험을 통해 지식을 얻었다고 한다. 30세에 조로아스터는 봄 축제 중 계시를 경험했다. 강변에서 그는 빛나는 존재를 보았는데, 그는 자신을 보후 마나흐(선한 목적)로 밝히고 아후라 마즈다 (지혜로운 주님)와 다른 다섯 명의 빛나는 인물에 대해 가르쳤다. 조로아스터는 곧 두 가지 원시 정신, 즉 앙그라 마이뉴 (파괴적인 정신)의 존재를 깨달았는데, 이들은 아샤(질서)와 드루즈(기만)라는 대립되는 개념을 가지고 있었다. 그리하여 그는 사람들에게 아샤를 추구하도록 가르치는 데 평생을 바치기로 결심했다. 그는 더 많은 계시를 받았고 일곱 아메샤 스펜타의 환상을 보았으며, 그의 가르침은 가타와 아베스타에 수집되었다.

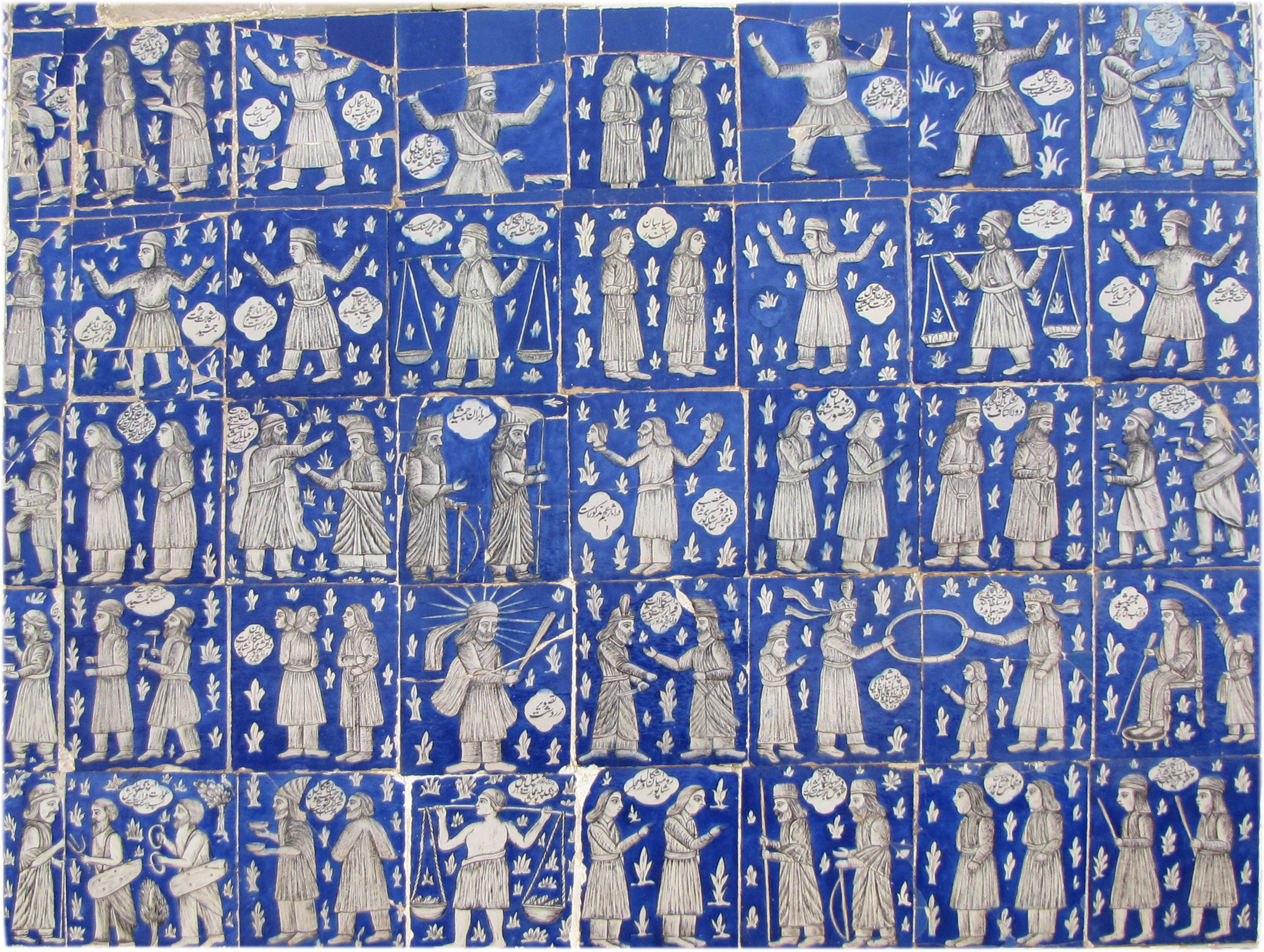
프리바시의 고리

결국 약 42세에 조로아스터는 후타오사 여왕과 비슈타스파라는 통치자(샤나메에 따르면 아마도 박트리아 출신)의 후원을 받게 되었고, 그는 조로아스터교의 초기 신봉자였다.
전통에 따르면 그는 비슈타스파가 개종한 후 여러 해를 더 살았고, 충실한 공동체를 세웠으며, 세 번 결혼했다. 처음 두 아내에게서 이사트 바스트라, 우르바타트 나라, 흐바레 키트라라는 세 아들과 프레니, 트리티, 포루치스타라는 세 딸을 두었다. 세 번째 아내 흐보비는 자녀가 없었다. 조로아스터는 77세 40일 만에 사망했다. 조로아스터의 죽음 방식에 대한 전통은 서로 모순된다. 가장 흔한 것은 그가 제단에서 의식을 행하던 중 고대 이란 종교의 사제인 카라판 브라드레스에게 살해당했다는 것이다. 덴카르트와 서사시 샤나메는 그의 죽음을 투라니족 병사 바라투리시에게 돌리는데, 이는 같은 인물의 변형일 가능성이 있으며, 다른 전통들은 두 설명을 결합하거나 그가 노환으로 죽었다고 주장한다.

### 카슈마르 사이프러스
카슈마르 사이프러스는 전설적인 아름다움과 거대한 크기를 자랑하는 신화 속 사이프러스 나무이다. 이 나무는 조로아스터가 낙원에서 가져온 가지에서 솟아났으며, 오늘날 이란 북동부의 카셰마르에 서 있었고, 조로아스터가 비슈타스파 왕의 조로아스터교 개종을 기리기 위해 심었다고 전해진다. 이란의 물리학자이자 역사가인 자카리야 알카즈위니에 따르면, 비슈타스파 왕은 조로아스터의 후원자였으며, 직접 나무를 심었다고 한다. 그의 ʿAjā'ib al-makhlūqāt wa gharā'ib al-mawjūdāt ('피조물의 경이로움과 존재의 경이로움')에서 그는 알무타와킬이 247 AH (861년)에 거대한 사이프러스를 베어내고, 사마라의 새 궁전 들보로 사용하기 위해 이란 전역으로 운반하게 했다고 덧붙여 설명한다. 그 전에는 그는 그 나무가 자기 눈앞에서 재건되기를 원했다. 이는 나무를 살리기 위해 막대한 돈을 제안했던 이란인들의 항의에도 불구하고 이루어졌다. 알무타와킬은 사이프러스를 보지 못했는데, 그 나무가 티그리스 강변에 도착하던 밤에 튀르크족 병사(아마도 그의 아들의 고용인)에게 살해당했기 때문이다.

## 영향

### 기독교에서
아타나시우스 키르허는 조로아스터를 함과 동일시했다. 프랑스 피규리스트 예수회 선교사 조아킴 부베는 조로아스터, 중국 문화 영웅 복희, 그리고 헤르메스 트리스메기스투스가 실제로는 성경의 족장 에녹이라고 생각했다.

### 이슬람교에서
이란 백과사전은 조로아스터의 생애 이야기가 기독교와 유대교의 이야기를 인용하여 그에게 귀속되었지만, 가장 많은 인용은 이슬람교도들이 페르시아에 진입한 후 이슬람교에서 비롯되었으며, 이는 조로아스터교 성직자들이 자신들의 종교를 강화하기 위한 수단이었다고 주장한다.
동양학자 아서 크리스텐센은 자신의 저서 이란 사산조 시대에서, 사산 제국 시대의 고대 페르시아어로 된 조로아스터교 교리를 언급하는 자료가 사산 제국 붕괴 후 나타난 팔라비어 자료 등과 일치하지 않는다고 언급했다. 그 이유는 사산 제국의 몰락으로 인해 조로아스터교 성직자들이 자신들의 종교를 멸종 위기에서 구하기 위해 이슬람교와 유사하게 변경하여 조로아스터교 신자들을 유지하려 했기 때문이다.
게라르도 놀리는 이슬람의 페르시아 정복이 조로아스터교 교리에 엄청난 영향을 미쳤다고 언급한다:
이슬람이 페르시아를 정복하고 많은 조로아스터교도들이 인도로 이주한 후 이슬람과 기독교 선전에 노출되면서, 조로아스터교도들, 특히 인도의 파르시인들은 이원론을 부정하고 자신들을 완전히 일신론자로 간주하기에 이르렀다. 여러 변형과 발전 끝에 조로아스터교의 독특한 특징 중 하나가 점차 사라지고 현대 조로아스터교에서는 거의 찾아볼 수 없게 되었다.

마넥지 누세르완지 덜라는 가이오마르티아인파의 교리를 조로아스터교의 본질이었던 이원론을 완화하려는 또 다른 시도로 묘사했다. 이는 무함마드 예언자가 일신론을 강조하고 이슬람교도들이 두 신을 숭배하는 교리를 조롱했기 때문에 조로아스터교도들이 이원론을 결함으로 보게 되었고, 그래서 그들은 일신론을 추가했으며, 이는 조로아스터교도들이 여러 종파로 나뉘는 결과를 낳았다. 그는 아흐리만의 중요성을 축소함으로써 일신론적 믿음을 확립하려는 조로아스터교의 시도 사례를 언급하는데, 여기에는 아후라 마즈다와 아흐리만이 시간에서 창조되었다는 주장, 또는 아후라 마즈다 자신이 악의 존재를 허용했다는 주장, 또는 아흐리만이 아후라 마즈다에게 반역한 타락한 천사였다는 주장이 포함된다. 이어서 그는 15세기 페르시아 책의 이름을 언급하며, 그 책에는 마기(조로아스터교도)들이 알라와 이블리스가 형제라고 믿는다고 쓰여 있다.
이는 조로아스터교의 가르침과 이슬람 사이에 많은 유사점이 발견되는 이유를 설명한다. 그러한 유사점으로는 아메샤 스펜타와 대천사 가브리엘 사이의 명백한 유사성, 하루 다섯 번 기도, 기도 시 머리 가리기, 그리고 쿠란에 사무드와 이람이 언급된 것 등이 있다.
자유의지를 조로아스터교와 일치하게 믿었던 사비교인들도 쿠란 22:17에 언급되어 있다.

#### 이슬람 학자들의 견해
고대 그리스인들처럼, 이슬람 전통은 조로아스터를 마기의 창시 예언자로 이해한다 (아람어를 거쳐 아랍어 Majūsiyya, 집합적 마기). 11세기 코르도바의 이븐 하즘 (자히리 학파)은 조로아스터교가 알렉산드로스에 의해 책들이 파괴되었다고 주장하므로, 키타비 "[신의] 경전 [추종자]"라는 명칭이 적용될 수 없다고 주장한다. 8세기 알 칼비의 권위를 인용하여, 9세기와 10세기 수니 역사학자 알 타바리 (I, 648)는 자라두쉬트 빈 이스피만 (아랍어식 "자라투스트라 스피타마")이 이스라엘 거주자이자 예언자 예레미야의 제자 중 한 명의 하인이었다고 보고한다. 이 이야기에 따르면, 자라두쉬트는 주인을 속였고, 주인은 그를 저주하여 그가 나병에 걸리게 했다 (유대교 성경의 엘리사의 하인 게하시 참조). 이븐 카티르에 따르면, 조로아스터는 예레미야와 갈등을 겪었고, 이로 인해 화난 예레미야는 조로아스터에게 저주를 퍼부어 그가 나병을 앓게 하고 추방했다. 조로아스터는 나중에 느부갓네살의 총독인 바쉬타아십 (비슈타스파)이 통치하는 현재의 아제르바이잔 지역으로 이동하여 그곳에서 조로아스터교를 전파했다. 바쉬타아십은 그의 가르침을 따르고, 페르시아 주민들에게 조로아스터교로 개종하도록 강요하고 거부하는 사람들을 죽였다.
이븐 카티르는 원래 서술이 타바리의 "예루살렘 역사" 기록에서 차용되었다고 언급했다. 그는 또한 조로아스터교가 마기와 동의어라고 언급했다.
시브트 이븐 알자우지는 일부 오래된 서술에서 조로아스터가 우자이르의 이전 제자였다고 언급했다고 진술했다.
알 타바리 (I, 681-683)는 자라두쉬트가 비쉬타습/비슈타스파에게 유대인 예언자와 동행했다고 기록한다. 그들이 도착하자 자라두쉬트는 현자의 히브리어 가르침을 왕에게 번역하여 그가 마기 종교로 개종하도록 설득했다 (타바리는 그들이 이전에 사비족이었다고도 언급한다).
12세기 이단론자 알샤흐라스탄은 마주시야를 세 가지 종파로 분류한다. 첫째는 카이우마르티야 (샤흐라스탄에 따르면 아흐리만의 "비실재성"에 대한 더 강한 교리를 가진 것으로 보이는, 다른 문서에는 없는 종파), 둘째는 주르반주의, 그리고 자라두시티야이다. 알샤흐라스탄은 이 세 종파 중 오직 마지막 종파만이 조로아스터의 진정한 추종자들이었다고 주장한다. 예언자를 인식하는 것과 관련하여 조로아스터는 다음과 같이 말했다: "그들은 당신에게 예언자를 어떻게 인식하고 그가 말하는 것이 진실임을 믿어야 하는지 묻습니다. 그들에게 다른 이들은 알지 못하는 것을 그가 알고 있으며, 심지어 당신의 본성에 숨겨진 것도 그가 말해줄 것이라고 말하십시오. 그는 당신이 묻는 모든 것을 말해줄 수 있을 것이며, 다른 이들은 행할 수 없는 일들을 행할 것입니다." (나마 샤트 바크슈르 자르투스트, .5-7. 50-54)

#### 아흐마드파 견해
아흐마드파 공동체는 조로아스터를 예언자로 간주하며, 모든 선한 아후라 마즈다와 악한 아흐리만의 표현이 단지 선과 악의 힘이 공존하여 인간이 자유 의지를 행사할 수 있게 한다는 의미라고 설명한다.

### 마니교에서

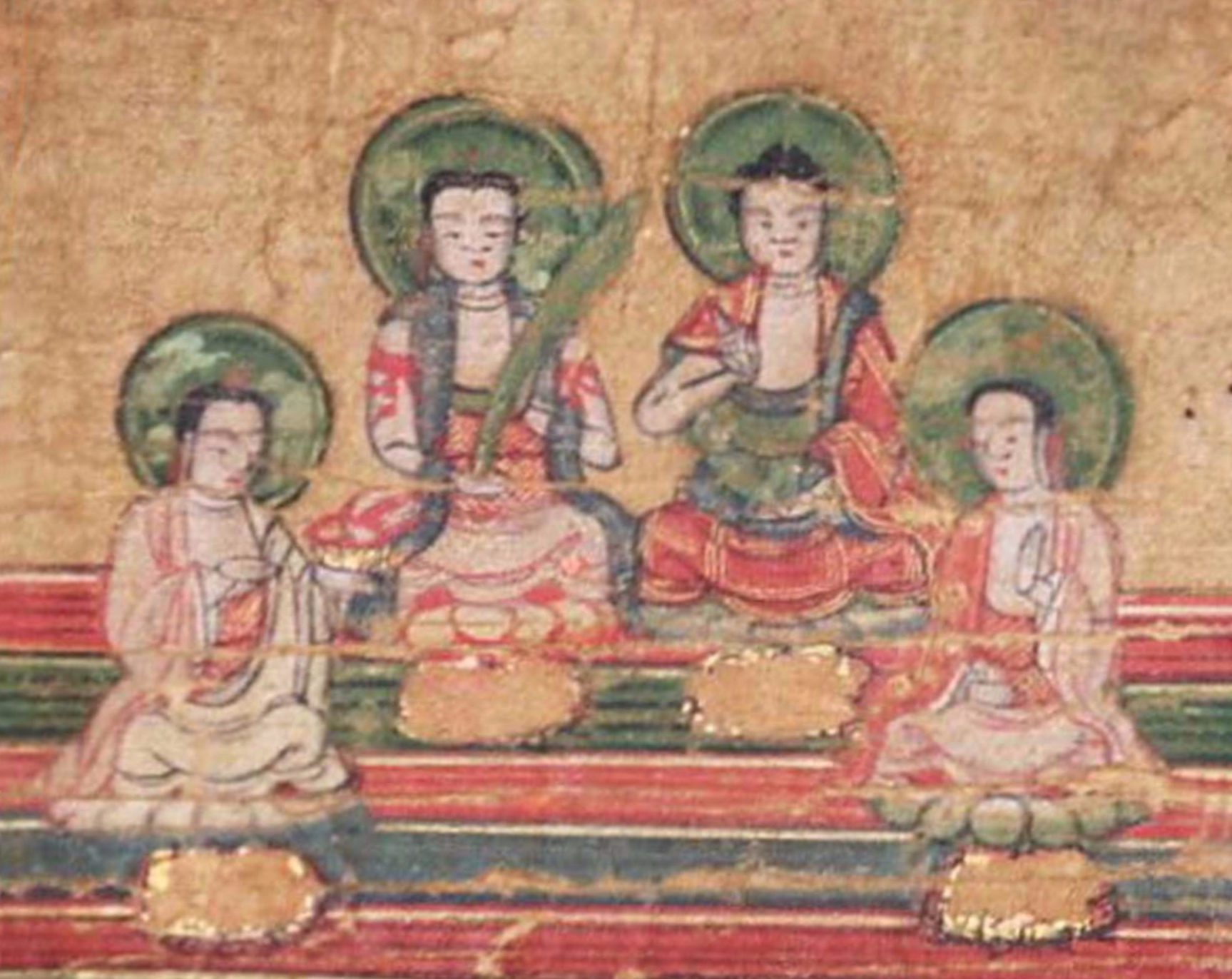
마니교 우주론 다이어그램에 그려진 마니교의 네 주요 예언자, 왼쪽부터: 마니, 조로아스터, 붓다, 예수.

마니교는 조로아스터를 마니 (216–276)가 정점에 달했던 일련의 예언자 중 한 인물로 보았다. 조로아스터의 윤리적 이원론은—어느 정도—마니교의 교리에 통합되어 있는데, 이는 마니의 사상과 달리 세상을 선과 악이라는 대립하는 힘 사이의 거대한 싸움에 갇혀 있다고 보았다. 마니교는 또한 조로아스터교 전통의 다른 요소들, 특히 초자연적 존재들의 이름을 통합했다. 그러나 이러한 다른 조로아스터교 요소들 중 다수는 조로아스터 자신의 가르침의 일부가 아니거나 조로아스터교에서 사용되는 방식과는 상당히 다르게 사용된다.

### 바하이 신앙에서
조로아스터는 바하이 신앙에서 "신의 현현"으로 나타나며, 점차 성숙해지는 인류에게 신의 말씀을 점진적으로 계시한 일련의 예언자 중 한 명이다. 따라서 조로아스터는 아브라함, 모세, 크리슈나, 예수, 무함마드, 바브, 그리고 바하이 신앙의 창시자인 바하올라와 함께 높은 지위를 공유한다. 20세기 전반기 바하이 신앙의 수장이었던 쇼기 에펜디는 바하올라를 사산 제국의 황제 바흐람 1세의 귀환을 예언한 사산 시대 이후 조로아스터교 예언의 성취로 보았다. 에펜디는 또한 조로아스터가 예수보다 약 1000년 전에 살았다고 진술했다.

## 철학

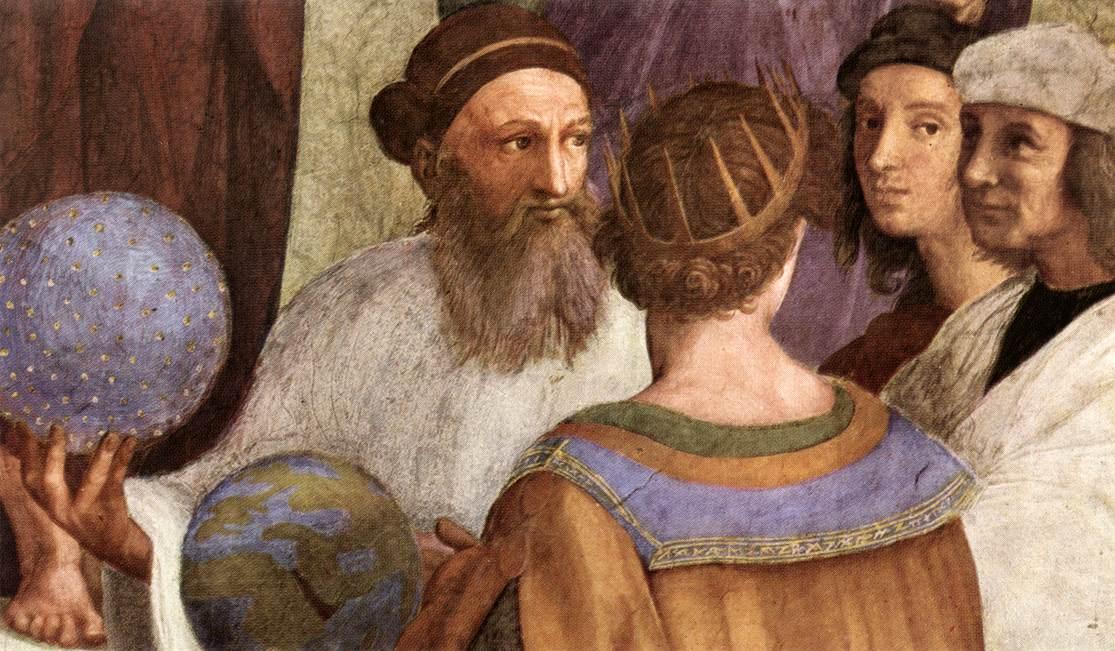
라파엘로 산치오의 1509년작 아테네 학당 세부 묘사. 조로아스터로 추정되는 인물 (왼쪽, 별 박힌 지구본을 들고 있음).

가타에서 조로아스터는 인간의 조건을 아샤와 드루즈 사이의 정신적 투쟁으로 본다. 아샤의 핵심 개념은 매우 미묘하고 번역하기 어렵지만, 아후라 마즈다 (아샤인), 창조 (아샤인), 존재 (아샤인)의 교리를 포함하여 조로아스터교의 모든 교리의 기초를 이루며, 자유 의지의 조건이기도 하다.
인류의 목적은 다른 모든 창조물과 마찬가지로 아샤를 유지하고 그에 부합하는 것이다. 인류에게 이는 삶, 의식, 건설적인/선한 생각, 말, 행동의 적극적인 윤리적 참여를 통해 이루어진다.
조로아스터교 철학의 요소는 유대교와 플라톤주의에 대한 영향을 통해 서구에 유입되었으며, 철학 발전의 핵심 초기 사건 중 하나로 확인되었다. 고대 그리스 철학자들 중 헤라클레이토스는 종종 조로아스터의 사상에 영감을 받았다고 언급된다.
2005년 옥스포드 철학 사전은 조로아스터를 철학자 연대기에서 첫 번째로 꼽았다. 조로아스터의 영향은 오늘날 그가 창시한 종교 윤리 체계인 마즈다야스나 덕분에 여전히 남아 있다. 마즈다야스나라는 단어는 아베스타어이며 영어로 '지혜/마즈다 숭배'로 번역된다. 박물지 백과사전은 조로아스터교도들이 나중에 그리스인들을 교육했으며, 피타고라스를 시작으로 그리스인들은 궁극적인 진리를 탐구하는 것을 묘사하기 위해 철학, 즉 "지혜에 대한 사랑"과 유사한 용어를 사용했다고 주장한다.
조로아스터는 옳고 그름을 선택하는 개인의 자유와 자신의 행동에 대한 개인의 책임을 강조했다. 아샤를 받아들이고 드루즈를 멀리하는 이 개인적인 선택은 아후라 마즈다의 명령이 아니라 개인의 결정이다. 조로아스터에게는 선한 생각을 하고, 선한 말을 하고, 선한 행동을 함으로써 (예: 궁핍한 사람을 돕거나, 선행을 베풀거나, 좋은 의식을 행하는 것) 세상과 자신 안에 아샤를 증가시키고, 신성한 질서를 찬양하며, 프라쇼케레티를 향한 영원한 길에서 한 걸음 더 나아간다. 따라서 인간은 아후라 마즈다의 노예나 하인이 아니라, 공동 작업자가 되기를 개인적으로 선택함으로써 세상을 사오샨트("세상을 완성하는 자")로서 완성하고 궁극적으로 아샤반("아샤의 주인")의 지위를 달성할 수 있다.

## 도상학

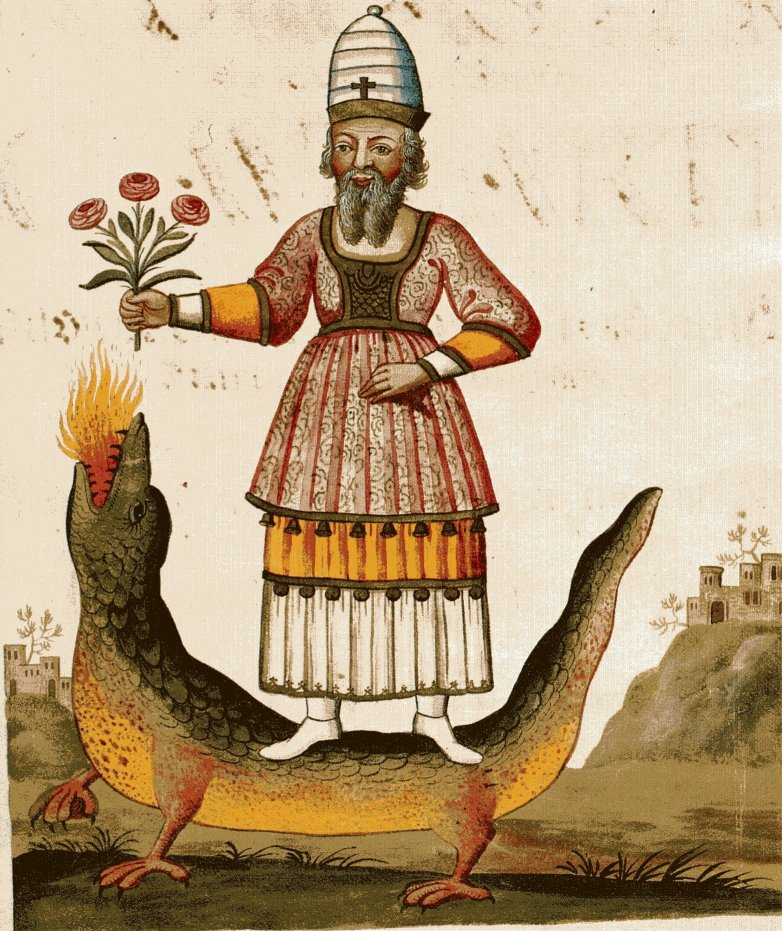
17세기 후반 또는 18세기 초 독일에서 출판된 연금술 필사본 Clavis Artis에 그려진 조로아스터의 모습. 위작으로 조로아스터에게 귀속되었다.

비록 몇몇 최근의 조로아스터 묘사는 그가 어떤 전설적인 행위를 수행하는 모습을 보여주지만, 일반적으로는 그를 흰색 의복(현재 조로아스터교 사제들도 입는)을 입고 있는 모습으로만 그린다. 그는 종종 묶이지 않은 막대기나 나뭇가지 묶음인 바레스만 (아베스타어; 중기 페르시아어 바르솜)을 들고 있는 모습으로 나타나는데, 이는 일반적으로 사제직의 또 다른 상징으로 여겨지거나, 아베스타로 해석될 수 있는 책을 손에 들고 있는 모습으로 나타난다. 또는 그는 사제들이 임명식 때 들고 다니는 철퇴인 바르자—보통 황소 머리로 장식된 강철 막대기로 양식화된다—를 들고 나타난다. 다른 묘사에서는 그가 손을 들고 사려 깊게 손가락을 들어 올린 채 어떤 요점을 강조하려는 듯한 모습으로 나타난다. 또는 이는 두 종교의 신의 유일성에 대한 개념 사이의 유사성을 그리는 이슬람의 영향일 수도 있다.
조로아스터는 거의 시청자를 직접 바라보는 모습으로 묘사되지 않는다. 대신, 그는 마치 간청하듯이 약간 위를 바라보는 모습으로 나타난다. 조로아스터는 거의 항상 수염을 기른 모습으로 묘사되며, 19세기 예수의 초상화와 유사한 다른 특징들도 지닌다.

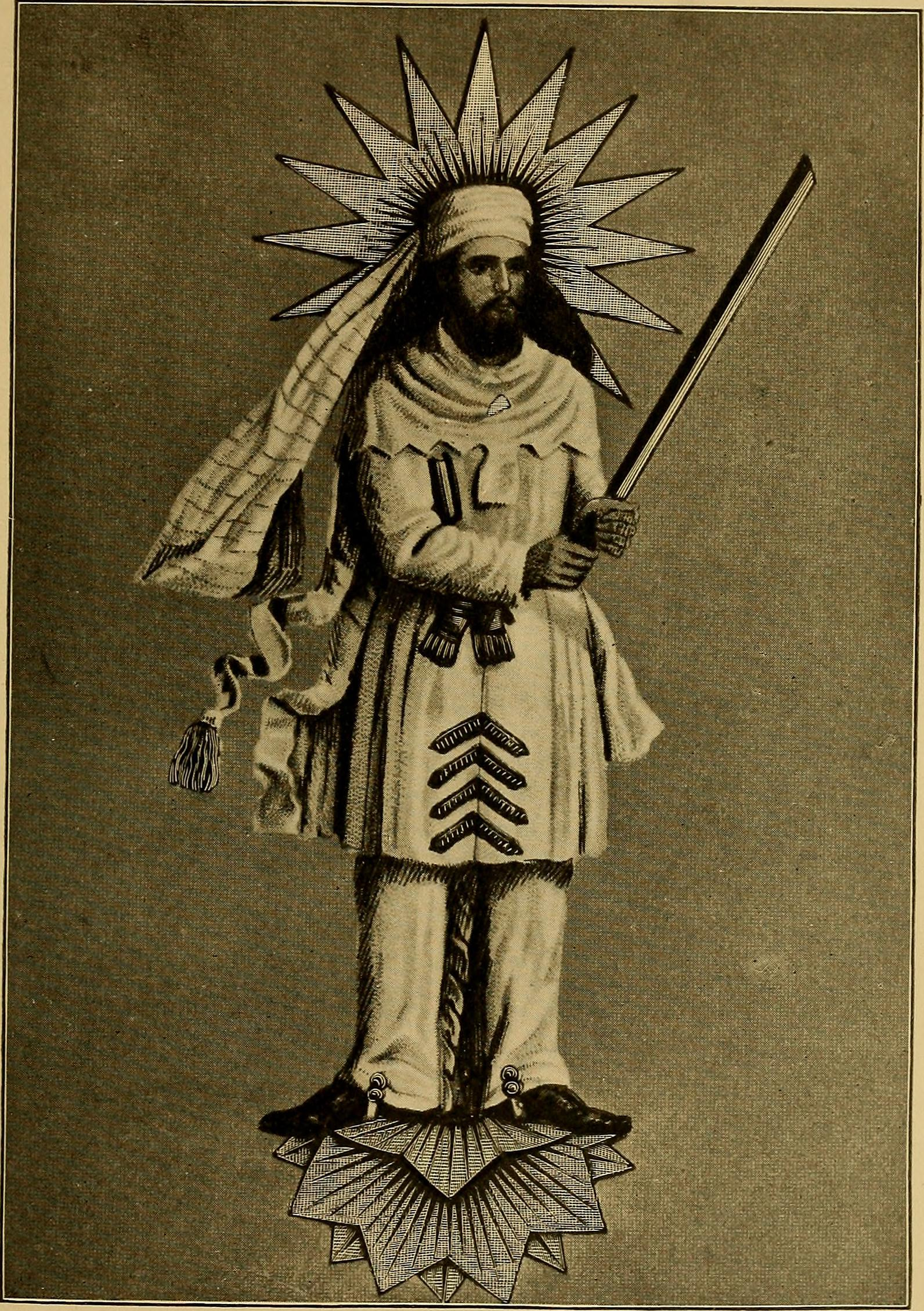
1906년 여행 안내서에 실린 인도 조로아스터교도들이 묘사한 조로아스터. 이란 남서부 타크 보스탄의 4세기 조각에 나오는 에서 유래. 원래는 미트라 또는 흐바레-크샤에타의 묘사로 여겨진다.

조로아스터의 현대적 묘사 중 상당수는 타크 보스탄에 있는 사산 왕조 시대의 바위 조각에서 파생되었다. 이 묘사에서는 한 인물이 아르다시르 1세 또는 2세의 대관식을 주재하는 모습으로 보인다. 이 인물은 연꽃 위에 서 있으며, 손에는 바레스만을 들고 머리 주위에는 후광이 있다. 1920년대까지 이 인물은 흔히 조로아스터의 묘사로 여겨졌으나, 최근에는 미트라의 묘사로 해석되는 경우가 더 많다.

## 조로아스터와 조로아스터교에 대한 서양 문헌

### 고전 고대
그리스인들은—용어의 헬레니즘적 의미에서—플루타르코스, 디오게네스 라에르티오스, 아가티아스가 표현한 대로 조로아스터를 핵심적으로 "이란 민족 종교의 예언자이자 창시자"로 이해했는데, 벡은 "나머지는 대부분 환상이었다"고 지적한다. 조로아스터는 공통 기원 전 6~7천년이라는 고대에 위치했으며, 박트리아의 왕 또는 바빌로니아인(또는 바빌로니아인들의 스승)으로 묘사되었고, 금욕적인 은둔과 깨달음으로 선행되는 임무를 가진 신피타고라스 학파 현자의 전형적인 전기를 가지고 있었다. 그러나 처음에 이원론과 관련하여 언급된 모랄리아에서 플루타르코스는 조로아스터를 "자라트라스"Zaratras로 제시하며, 두 인물이 동일하다는 것을 깨닫지 못했고, 그는 "피타고라스의 스승"으로 묘사된다.
조로아스터는 또한 마법과 점성술의 창시자인 마술사-점성술사로도 묘사되었다. 이러한 이미지에서 파생되고 이를 강화한 것은 기원전 3세기부터 고대 말기까지 그리고 그 이후까지 지중해 세계에서 유통된, 그에게 귀속된 "방대한 문헌"이었다.
그 문헌의 언어는 주로 그리스어였지만, 한 단계 또는 다른 단계에서 그 중 여러 부분이 아람어, 시리아어, 콥트어, 또는 라틴어를 거쳤다. 그 정신과 문화적 배경 역시 헬레니즘적이었으며, "그 정치적, 문화적, 시간적 틀을 넘어선 출처에 문헌을 귀속시키는 것은 권위와 정당성을 부여하는 '이질적인 지혜'의 원천을 추구하는 것이었다. 조로아스터와 마기들은 그것을 작성하지 않았지만, 그들의 이름이 그것을 승인했다." "이국적인" 이름들(마기족에 국한되지 않음)에 귀속하는 것은 "멀고 계시적인 지혜의 권위"를 부여했다.
"조로아스터"에게 귀속된 명명된 저작물 중 하나는 《자연에 관하여》(Peri physeos)라는 논문으로, 원래 네 권(즉 파피루스 두루마리)으로 구성된 것으로 보인다. 이 틀은 플라톤의 에르의 신화를 재구성한 것으로, 조로아스터가 원래 영웅의 자리를 차지한다. 포르피리오스는 피타고라스가 조로아스터의 담론을 듣는 것을 상상했지만, 《자연에 관하여》는 3세기에는 그렇게 이해되었던 대로 태양을 중앙 위치에 둔다. 대조적으로, 플라톤의 기원전 4세기 버전은 태양을 달 위에 두 번째 위치에 두었다. 콜로테스는 플라톤이 조로아스터를 표절했다고 비난했으며, 헤라클리데스 폰티쿠스는 "조로아스터교" 철학에 대한 자신의 인식을 바탕으로 《조로아스터》라는 제목의 텍스트를 작성하여 자연철학에 대한 플라톤과의 불일치를 표현했다. 《자연에 관하여》의 내용과 관련해서는 두 가지 사실만 알려져 있다: 점성술적 추측으로 가득 차 있었다는 것과 필연 (Ananké)이 이름으로 언급되었으며 그녀가 공중에 있었다는 것.
플리니우스는 조로아스터를 마법의 발명가로 지목한다 (박물지 30.2.3). "그러나 분업의 원칙은 조로아스터에게 그리스와 로마 세계에 어둠의 예술을 도입하는 대부분의 책임을 면제해 주었다." 그 "의심스러운 영광"은 "환상적인 마법사, 오스타네스에게 돌아갔는데, 그에게는 대부분의 의사 저작 마법 문헌이 귀속되었다." 플리니우스는 그를 마법의 발명가라고 부르지만, 로마인은 그에게 "마법사 페르소나"를 부여하지 않는다. 더욱이, 조로아스터에게 귀속된 약간의 "마법적" 가르침은 실제로 매우 늦은 시기의 것으로, 가장 이른 예시는 14세기부터이다.
로저 벡에 따르면 점성술과의 연관성은 그의 바빌론 기원에 기반하며, 조로아스터의 그리스 이름은 처음에는 별 숭배 (astrothytes, '별 희생자')와 관련되어 있었고, Zo-와 함께 '살아있는' 별로도 인식되었다. 이후에는 더욱 정교한 신화적 어원론이 발전했는데, 조로아스터가 자신이 소환한 별에서 나온 살아있는 (zo-) 불꽃 (ro-)에 의해 사망했으며, 심지어 별들이 그에게 속박된 것에 대한 복수로 그를 죽였다는 내용도 있다.
조로아스터의 다른 그리스 이름은 자라트라스Zaratras 또는 자라타스/자라다스/자라토스였다. 피타고라스 학파는 수학자들이 바빌로니아에서 조로아스터와 함께 공부했다고 보았다. 뤼두스는 《달에 관하여》에서 7일주의 창조를 "조로아스터와 히스타스페스의 바빌로니아인들"에게 돌리며, 그들이 7개의 행성이 있었기 때문에 그렇게 했다고 주장한다. 사모사타의 루키아노스는 《메니푸스》 6장에서 바빌론으로 여행하여 "마기들, 조로아스터의 제자이자 후계자들"에게 그들의 의견을 묻기로 결정했다고 보고한다.
조로아스터/점성술과 오스타네스/마법으로 구분하는 것은 "지나친 단순화"이지만, 이러한 설명들은 적어도 그 저작물들이 무엇이 아닌지를 시사한다. 그들은 조로아스터교 교리의 표현도 아니었고, 그리스인과 로마인들이 "조로아스터교의 교리라고 상상했던 것"의 표현도 아니었다. 수집된 단편들은 심지어 각 이름으로 글을 쓴 여러 저자들 사이에 관점과 가르침의 주목할 만한 공통점을 보여주지 않는다.
거의 모든 조로아스터교 위경은 현재 소실되었고, 증명된 텍스트 중에는 (단 한 가지 예외를 제외하고) 단편들만 살아남았다. 플리니우스의 2세기 또는 3세기 조로아스터에게 "2백만 줄"을 귀속시킨 것은 (과장과 중복을 고려하더라도) 한때 알렉산드리아 도서관에 엄청난 위작된 문서 모음이 존재했음을 시사한다. 이 문서 모음은 플리니우스 이전에 누구도 "조로아스터"의 문헌을 언급하지 않았기 때문에 안전하게 위작된 것으로 추정할 수 있으며, 2세기 페르가몬의 갈레노스와 6세기 아리스토텔레스 주석가의 권위에 따르면, 잘 갖춰진 왕립 도서관의 자료 수집 정책이 유명하고 고대 작가들의 필사본을 위조하는 시장을 만들었음을 알 수 있다.
단편적인 증거 (즉 다른 저자의 작품에서 구절의 반복)에 대한 예외는 1945년 나그함마디 문서에서 발견된 조스트리아노스라는 제목의 완전한 콥트어 논문이다 (1인칭 화자 이름을 따서 명명됨). 131페이지 분량의 논문 뒤에 이어지는 컬로폰의 세 줄 암호는 이 작품을 "조스트리아노스의 진리의 말씀. 진리의 신 [로고스]. 조로아스터의 말씀"으로 식별한다. "진리의 신"을 언급하는 것은 조로아스터적일 수 있지만, 그 외에는 이 텍스트에 "눈에 띄게 조로아스터적인 것이 전혀 없으며", "내용, 스타일, 정신, 의도 면에서 그 친화성은 영지주의 논문들 사이의 동류들과 전적으로 일치한다."
"조로아스터"의 이름으로 유통되던 또 다른 작품은 아스테로스코피타 (또는 아포텔레스마티카)로, 5권 (즉 파피루스 두루마리)에 달했다. 제목과 단편들은 이것이 "매우 다양한" 점성술 안내서였음을 시사하며, "예측을 위한" 것이었다. 조로아스터에게 귀속된 세 번째 텍스트는 《돌의 미덕에 관하여》(Peri lithon timion)로, 그 범위 (1권)와 유사-조로아스터가 그것을 '노래했다'는 것 외에는 아무것도 알려져 있지 않다 (여기서 퀴몽과 비데즈는 그것이 운문으로 되어 있었다고 결론 내린다). 다른 저작물에 보존된 수많은 다른 단편들은 "조로아스터"에게 귀속되지만, 그 책들의 제목은 언급되지 않는다.
이러한 위작된 텍스트들을 제외하고, 일부 저자들은 진정으로 조로아스터교적인 아이디어를 인용하기도 했다. "비슈타스파"라는 또 다른 저명한 마기 위작자(僞作者)의 《히스타스페스 신탁》은 실제 조로아스터교 자료를 인용한 예언서이다. 일부 암시들은 평가하기가 더 어렵다. 마법의 발명을 조로아스터에게 귀속시키는 같은 텍스트에서 플리니우스는 조로아스터가 태어난 날 웃었다고 진술하지만, 이전에는 플리니우스가 헤라클레스의 이름으로 태어난 지 40일 이내에 어떤 아이도 그렇게 한 적이 없다고 맹세했었다. 조로아스터의 이러한 웃음 개념은 9세기부터 11세기에 이르는 진정한 조로아스터교 전통의 텍스트에도 나타나며, 한동안은 그러한 신화의 기원이 토착 자료에 있다고 추정되었다. 플리니우스는 또한 조로아스터의 머리가 너무 강하게 박동하여 손을 대면 밀어냈다고 기록하는데, 이는 그의 미래 지혜의 전조였다. 그러나 이란인들 역시 그리스 작가들에 익숙했고, 다른 묘사들의 출처는 분명하다. 예를 들어, 플루타르코스의 이원론적 신학에 대한 묘사는 다음과 같다: "다른 이들은 이 중 더 나은 것을 신으로, 그의 경쟁자를 다이몬으로 부르는데, 예를 들어 마기 조로아스터는 트로이 포위전 5천년 전에 살았다고 기록되어 있다. 그는 한쪽을 호로마제스라고 부르고 다른 쪽을 아레이마니우스라고 불렀다."

### 현대 시대
영어 문학에서 조로아스터에 대한 초기 언급은 의사이자 철학자인 토머스 브라운 경의 저작물에 나타나는데, 그는 자신의 종교 의사 (1643)에서 다음과 같이 주장했다:
나는 조로아스터 외에도 모세 이전에 글을 쓴 많은 사람들이 있었지만, 그들은 시간의 공통된 운명을 겪었다고 믿는다.— Religio Medici, Part 1, Section 23

E. T. A. 호프만의 소설 클라인 차헤스, 진노버라 불리는 (1819)에서 마법사 프로스퍼 알파누스는 조로아스터 교수가 자신의 스승이었다고 말한다.
철학자 프리드리히 니체는 그의 대표작으로 여겨지는 차라투스트라는 이렇게 말했다 (1885)에서 주인공에게 이란 토착 이름인 "자라투스트라"를 부여한다. 니체는 자서전적 작품인 이 사람을 보라에서 이름 선택의 이유를 설명했다: "자라투스트라는 선과 악의 투쟁에서 사물의 기계장치 속 진정한 구동력을 처음으로 보았다 [...] 자라투스트라는 도덕이라는 파멸적인 오류를 만들어냈으니, 그 또한 그 실수를 처음으로 인정해야 한다." 자라투스트라의 명명은 도덕주의의 계보를 인정하는 것이지만, 니체는 조로아스터의 철학에 직접적으로 모순되는 무신론과 도덕적 허무주의를 옹호하며, 조로아스터교에 대한 전복적인 암시를 한다. 니체의 우상파괴주의에도 불구하고, 이슬람 이전 페르시아 문화를 숭배하는 일부 사람들은 "자라투스트라"라는 이름을 사용하는 것을 역사적 인물에 대한 무비판적 존경의 표시로 보고, 결과적으로 니체의 철학을 잘못 해석할 수 있다.

## 현대 서구 문화에 미친 주목할 만한 영향

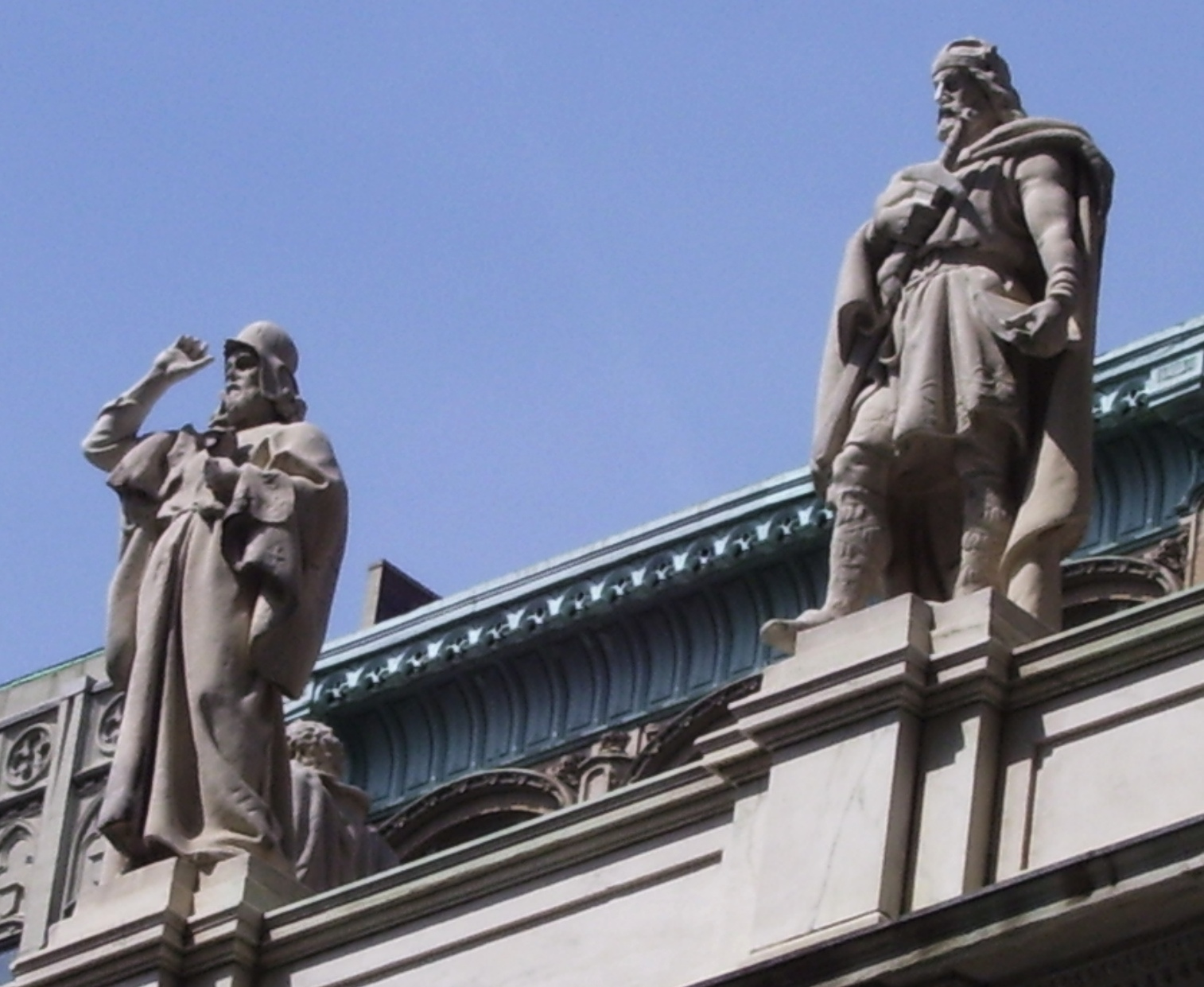
뉴욕주 항소법원청사 꼭대기에 있는 조로아스터상 (왼쪽)

에드워드 클라크 포터가 고대 페르시아의 사법 지혜를 상징하며 1896년에 제작한 조로아스터 조각상은 맨해튼 이스트 25번가와 매디슨 애비뉴에 있는 뉴욕주 항소법원청사 꼭대기에 우뚝 서 있다. 조로아스터 조각상은 시카고 대학교 록펠러 기념 예배당 남쪽에 있는 주요 신앙 전통을 나타내는 행렬의 다른 저명한 종교 인물들 사이에 포함되어 있다. 이는 아브라함부터 종교개혁까지의 인물들을 특징으로 하며, 조로아스터, 모세, 플라톤 등과 같은 종교 사상의 역사적 연속체를 보여준다.

## 같이 보기
- 종교 창시자 목록
- 조로아스터교에 대한 비판
- 미제 사망 사건 목록
- 조로아스터에 대한 페르시아 서사 전기 작가, 자르토쉬트 바흐람 파즈도
- 조로아스터와 사발란산
- 조로아스트르, 장필리프 라모의 오페라

### 내용주
1. ↑  기원후 10세기 이래의 조로아스터교 전통에 따르면 조로아스터의 계시는 30세에 "알렉산드로스 시대 258년 전"에 일어났다고 한다(거의 확실히 잘못된 추론에 기반하며, 조로아스터교 및 이슬람 학문 섹션 참조). 여기서 "알렉산드로스 시대"는 모호하며, 그의 즉위 (기원전 336년), 그의 이란 정복, 또는 더 가능성 있게는 셀레우코스 1세 니카토르의 바빌론 정복(기원전 312/311년) 이후 Anno Graecorum의 확립으로 시작될 수 있다.[1]
대부분의 학자들은 언어 및 사회문화적 증거에 기반하여 이 연대 측정이 너무 최근이라고 보며, 대신 조로아스터의 생애를 기원전 2천년기 또는 기원전 1천년기 초의 어느 시기로 두는데, 일부는 기원전 18세기만큼 이른 날짜나 기원전 6세기만큼 늦은 날짜를 제안하기도 하며, 후자는 전통과 일치하는 것처럼 보인다.[2][3][4][5][6] 기원전 1000년경, 몇 세기 전후가 가장 보수적인 추정이다.[7][8]
2. ↑  조로아스터교 전통은 보통 조로아스터의 죽음을 77세 40일로 본다. 조로아스터 탄생 기념일과 죽음은 각각 3월 26일과 12월 26일경으로, 전통적인 설명과 모순된다. 이 날짜들은 기껏해야 상징적이거나 최악의 경우 추측에 불과할 가능성이 높다.
3. ↑  아베스타어: 틀:문자/Avestan Zaraθuštra Spitāma
또한 Spitāma Zaraθuštra로도 증명된다. 형용사 Spitāma 자체는 "풍부한 힘"을 의미하며,[출처 필요] 동명의 조상에게서 따온 씨족이나 가문 이름으로 여겨진다.
4. ↑  /ˈzɒroʊˌæstər, ˌzɒr[미지원 입력]æstər/
5. ↑  /ˌzærəˈθ[미지원 입력]trə/
6. ↑  추종자들은 마즈다야스나(직역: '마즈다 숭배')와 베-딘(직역: '선한 종교')으로 알려져 있다.
7. ↑  아베스타어: 틀:문자/Avestan, 산스크리트어 용어 होतृ (hótr)와 동족어로, 베다 사제를 지칭한다.
8. ↑  아베스타어: 틀:문자/Avestan ərəšiš, 산스크리트어 용어 ऋषि (ṛ́ṣi)와 동족어로, 베다 찬가를 깨달은 시인을 묘사한다.
9. ↑  원래 부르노프가 제안했다.[19]
10. ↑  이러한 제안과 다른 제안에 대한 반박은 Humbach, 1991을 참조하라.[20]
11. ↑  "알렉산드로스 이전 258년"은 겉으로만 정확할 뿐이다.[1] 이 "전통적인 날짜"는 그리스인[36]이나 바빌로니아인[37]과 같은 외부 자료에서 가져온 날짜를 사제 계급이 재해석한 것이라는 설이 제기되었다. 더 간단한 설명은 사제들이 300이라는 숫자에서 42(조로아스터가 비슈타스파를 개종시킨 나이)를 뺀 것이라는 설이다.[38][39][40]
12. ↑  분다히슈는 "200여 년" (GBd xxxvi.9) 또는 "284년" (IBd xxxiv.9)으로 계산한다. 그러나 알 비루니와 알 마수디는 '258년'이 일반적으로 받아들여지는 수치였음을 언급하며, 후자는 특히 (기원후 943/944년) "마기들은 그들의 예언자와 알렉산드로스 사이에 258년의 기간을 계산한다"고 명시했다.[43][1]
13. ↑  From a letter of the Universal House of Justice, Department of the Secretariat, May 13, 1979, to Gayle Woolson published in Hornby (1983), 501쪽.
14. ↑  "다양한"[125]

### 참조주
1. 1 2 3  Shahbazi 1977, 26쪽.
2. 1 2 3 4  Lincoln 1991, 149–150쪽: "현재 학자들의 다수 의견은 아마도 기원전 2천년기 말 또는 1천년기 초를 선호하지만, 여전히 기원전 7세기를 주장하는 이들도 있다."
3. 1 2  Boyce 1996, 3, 189–191쪽.
4. 1 2  Stausberg, Vevaina & Tessmann 2015, 61쪽.
5. 1 2 3 4 5 6 7 8  Nigosian 1993, 15–16쪽
6. 1 2 3 4 5  Shahbazi 1977, 25–35쪽
7. ↑  Malandra 2005: "자라투스트라의 연대에 대한 논쟁은 조로아스터교 연구에 오랜 당혹감을 안겨주었다. 만약 어떤 합의에 가까운 것이 있다면, 그것은 그가 기원전 1000년경에 살았다는 것이다. [...]"
8. ↑  Kellens 2011: "지난 10년간 가타를 기원전 1000년경에 두는 것에 대한 일반적인 합의가 점차 형성되었다. [...]"
9. ↑  “Zoroaster”. 영국방송공사. 2025년 3월 5일에 확인함.
10. 1 2  West 2010, 17쪽
11. 1 2 3 4  West 2010, 4쪽
12. ↑  Boyce 1996, 3–4쪽.
13. 1 2  Boyce 1996, 3쪽
14. 1 2 3  West 2010, 4–8쪽
15. 1 2  Boyce 2001, 1–3쪽
16. ↑  Stausberg, Vevaina & Tessmann 2015, 60–61쪽.
17. 1 2  Schlerath 1977, 133–135쪽
18. 1 2 3 4 5 6 7 8 9 10  Schmitt 2002.
19. ↑  Burnouf 1833, 13쪽.
20. ↑  Humbach 1991, I.18쪽.
21. ↑  Paul Horn, Grundriß der neupersischen Etymologie, Strassburg 1893
22. 1 2  Mayrhofer 1977, 43–53쪽.
23. ↑  Bailey 1953, 40–42쪽.
24. ↑  Markwart 1930, 7ff쪽.
25. 1 2 3  MacKenvie, D.N. (1971). 《A Concise Pahlavi Dictionary》 (PDF). London: Oxford University Press. 98쪽. ISBN 0-19-713559-5. 2012년 12월 3일에 원본 문서 (PDF)에서 보존된 문서. 2017년 9월 1일에 확인함.
26. ↑  Durkin-Meisterernst, Desmond (2004). 《Dictionary Of Manichean Middle Persian & Parthian》.
27. ↑  Malandra 2005, : "자라투스트라의 연대에 대한 논쟁은 조로아스터교 연구에 오랜 당혹감을 안겨주었다. 만약 어떤 합의에 가까운 것이 있다면, 그것은 그가 기원전 1000년경에 살았다는 것이다. [...]".
28. ↑  Kellens 2011, : "지난 10년간 가타를 기원전 1000년경에 두는 것에 대한 일반적인 합의가 점차 형성되었다. [...]".
29. 1 2 3 4 5  West 2013, 89–109쪽
30. ↑  Stausberg, Vevaina & Tessmann 2015, 441쪽
31. ↑  Boyce 1982, 260쪽
32. ↑  Boyce 1996, 285–292쪽
33. 1 2  Tuplin, Christopher (2007). 《Persian Responses: Political and Cultural Interaction with(in) the Achaemenid Empire》. ISD LLC. 246쪽. ISBN 9781910589465.
34. ↑  West 2010, 8쪽
35. ↑  Boyce 1982, 261쪽
36. ↑  Kingsley 1990, 245–265쪽.
37. ↑  Shahbazi 1977, 32–33쪽.
38. ↑  Jackson 1896.
39. ↑  Boyce 1996, [쪽 번호 필요]쪽.
40. ↑  Henning, 《Western Response》.
41. ↑  Stausberg, Vevaina & Tessmann 2015, 9쪽
42. ↑  Boyce 1982, 68쪽
43. ↑  Jackson 1899, 162쪽.
44. 1 2  West 2010, 6쪽
45. ↑  Humbach 1991, chap. "The date of Zarathustra".
46. ↑  Mallory, J. P.; Adams, Douglas Q. (1997), 《Encyclopedia of Indo-European Culture》, Taylor & Francis, 310–311, 653쪽, ISBN 978-1-884964-98-5
47. ↑  Boyce 1982, 1–7쪽
48. ↑  West 2010, 18쪽
49. ↑  Stausberg 2008, 572쪽
50. ↑  “Zoroastrianism”. 《Silk Road Seattle》. 워싱턴 대학교. 2002년 5월 7일. 2023년 3월 1일에 확인함.
51. ↑  Mair 1990, 34쪽.
52. ↑  “An introduction to Zoroastrianism”. 《칸 아카데미》 (영어). 2023년 3월 12일에 확인함.
53. 1 2 3 4  Nigosian 1993, 17–18쪽
54. ↑  Boyce 1996, 190–191쪽
55. ↑  Gershevitch 1964, 36–37쪽.
56. ↑  William Enfield; Johann Jakob Brucker; Knud Haakonssen (2001). 《The History of Philosophy from the Earliest Periods: Drawn Up from Brucker's Historia Critica Philosophia》. Thoemmes. 18, 22쪽. ISBN 1-85506-828-1.
57. ↑  cf. Boyce 1996, 2–26쪽.
58. ↑  cf. Gronke 1993, 59–60쪽.
59. ↑  Frye 1992, 8쪽.
60. ↑  Khlopin 1992, 107–110쪽.
61. ↑  Sarianidi 1987, 54쪽.
62. ↑  Boyce 1996, 1쪽.
63. ↑  Malandra 2005
64. ↑  Boyce 1996, 182–183쪽
65. ↑  Boyce 1996, 183쪽
66. ↑  Boyce 1996, 184쪽
67. ↑  West 2010, 19–20쪽
68. ↑  West 2010, 24쪽
69. ↑  Boyce 1996, 187쪽
70. ↑  West 2010, 9쪽
71. 1 2  Boyce 1996, 188쪽
72. ↑  West 2010, 31쪽
73. ↑  Boyce 1996, 192쪽
74. ↑  “The Cypress of Kashmar and Zoroaster”. www.zoroastrian.org.uk. 2020년 2월 6일에 확인함.
75. ↑  Mungello 1989:144 and Mungello 1989:182
76. ↑  Mungello 1989:321
77. ↑  Foundation, Encyclopaedia Iranica. “ZOROASTRIANISM II. HISTORICAL REVIEW: FROM THE ARAB CONQUEST TO MODERN TIMES”. 《iranicaonline.org》 (미국 영어). 2024년 5월 18일에 확인함.
78. ↑  Christensen, Arthur (1936). 《Book Iran During The Sassanid Era》. 421쪽.
79. ↑  “DUALISM”. 《Encyclopaedia Iranica》 (미국 영어). 2025년 5월 18일에 확인함.
80. ↑  “M.N. Dhalla: History of Zoroastrianism (1938), part 6, CHAPTER XLVI , DOWNFALL OF THE SASANIANS, AND THE AFTERMATH”. 《www.avesta.org》. 2025년 5월 17일에 확인함.
81. ↑  Hinnel, J (1997), 《The Penguin Dictionary of Religion》, Penguin Books UK
82. ↑  이븐 카티르, 예언자들의 이야기, 예언자 예레미야의 이야기
83. ↑  Ibn Kathir. “The Reconstruction of Jerusalem In the Era of Jeremiah”. 《islamawareness》 (영어). 2024년 7월 22일에 확인함.
84. ↑  Muhammad Al-Munajjid (2017). “هل زاردشت كان نبيا ؟” [조로아스터는 예언자였는가?]. 《IslamQA.info》 (아랍어). islamqa.info. 2024년 8월 3일에 확인함.
85. ↑  Ibn Kathir (2018). 《Stories of the Prophets (Peace be upon them): Qasas Al-Anbiya》 (영어). 번역 Dar Al Kalam Staff. دار القلم للطباعة و النشر و التوزيع - بيروت. 2024년 7월 22일에 확인함.
86. ↑  Ibn Kathir. “Stories Of The Prophets”. 《islambasics》 (영어). 2024년 7월 22일에 확인함.
87. ↑  “هل بوذا" أو "زرادشت" من الأنبياء؟”. 《إسلام ويب》 (아랍어). Islamweb. 2020. 2024년 7월 22일에 확인함.
88. ↑  “Zoroastrianism”. 《www.alislam.org》.
89. ↑  Widengren 1961, 76쪽.
90. ↑  Amin Maalouf 1991, The Gardens of Light
91. ↑  Widengren 1961, 43–45쪽.
92. ↑  Widengren 1961, 44–45쪽.
93. ↑  Zaehner 1972, 21쪽.
94. ↑  Taherzadeh 1976, 3쪽.
95. ↑  Buck 1998.
96. ↑  Blackburn 1994, 405쪽.
97. ↑  Gladisch, August (1859), 《Herakleitos Und Zoroaster: Eine Historische Untersuchung》, IV쪽, hdl:2027/hvd.32044085119394
98. ↑  Blackburn 2005, 409쪽.
99. ↑  Frankfort, H., Frankfort, H. A. G., Wilson, J. A., & Jacobsen, T. (1964). Before Philosophy. Penguin, Harmondsworth.
100. ↑  Jones, W.H.S. (1963). “Pliny Natural History Vol 8; Book XXX”. Heinemann. 2017년 1월 1일에 원본 문서에서 보존된 문서. 2016년 12월 28일에 확인함.
101. ↑  Stausberg 2002, vol. I, p. 58.
102. ↑  Stausberg 2002, vol. I, pp. 58–59.
103. ↑  See 플루타르코스's Isis and Osiris 46-7, 디오게네스 라에르티오스 1.6–9, and 아가티아스 2.23-5.
104. 1 2  Beck 1991, 525쪽.
105. 1 2  Brenk, Frederick E. (1977). 《In Mist Apparelled: Religious Themes in Plutarch's Moralia and Lives, Volumes 48–50》. Mnemosyne, bibliotheca classica Batava [Vol. 48: Supplementum]. Leiden, NDL: Brill Archive. 129쪽. ISBN 9004052410. 2017년 3월 19일에 확인함.
106. 1 2  Beck 1991, 491쪽.
107. ↑  Beck 2003, para. 4.
108. 1 2 3 4  Beck 1991, 493쪽.
109. ↑  Nock 1929, 111쪽.
110. ↑  Livingstone 2002, 144–145쪽.
111. ↑  Livingstone 2002, 147쪽.
112. 1 2  Beck 2003, para. 7.
113. ↑  Beck 1991, 522쪽.
114. 1 2  Beck 1991, 523쪽.
115. ↑  Cf. Agathias 2.23–5 and 클레멘스's 스트로마타 I.15.
116. ↑  See 포르피리오스's Life of Pythagoras 12, Alexander Polyhistor apud Clement's Stromata I.15, Diodorus of Eritrea and Aristoxenus apud 히폴리투스 VI32.2, for the primary sources.
117. ↑  뤼두스, 《달에 관하여》, II.4.
118. ↑  사모사타의 루키아노스, 《메니푸스》 6.
119. 1 2  Beck 1991, 495쪽.
120. 1 2  Beck 1991, 526쪽.
121. ↑  Sieber 1973, 234쪽.
122. ↑  플리니우스, VII, I.
123. ↑  플리니우스, VII, XV.
124. ↑  플루타르코스, 이시스와 오시리스, 46–7.
125. ↑  “DIVERS Definition & Usage Examples”. Dictionary.com.
126. ↑  Religio Medici Part 1 Section 23
127. ↑  “Klein Zaches Genannt Zinnober”. Michaelhaldane.com. 2013년 11월 19일에 확인함.
128. ↑  Ashouri 2003.
129. ↑  Nietzsche, Friedrich. 《Ecce Homo》 2007 Duncan Large translation판. Chapter 4, Section 3: Oxford University Press. 89쪽.
130. ↑  Ashouri, Daryoush. “Nietzsche and Persia”. 《Encyclopaedia Iranica Online》.
131. ↑  “Edward Clark Potter”. 《New York Public Library》. The New York Public Library.
132. ↑  “Tall Statue of Zoroaster in New York” ایرون دات کام: عکس ها: مجسّمهٔ تمام قّدِ زرتشت در نیویورک (페르시아어). Iroon.com. 2013년 11월 19일에 확인함.
133. ↑  “Pages 9–12 of” (PDF).
134. ↑  “Rockefeller Memorial Chapel | the University of Chicago”. 2014년 1월 11일에 원본 문서에서 보존된 문서. 2013년 12월 17일에 확인함.

## 참고 문헌
- Ashouri, Daryoush (2003), 〈Nietzsche, Friedrich Wilhelm, and Persia〉, 《Encyclopaedia Iranica》, New York: Encyclopædia Iranica online
- Bahram, Zartusht (2010), 《The Book of Zoroaster, or The Zartusht-Nāmah》, London: Lulu
- Bailey, Harold Walter (1953), “Indo-Iranian Studies”, 《Transactions of the Philological Society》 52: 21–42, doi:10.1111/j.1467-968X.1953.tb00268.x
- Beck, Roger (1991), 〈Thus Spake Not Zarathushtra: Zoroastrian Pseudepigrapha of the Greco-Roman World〉,   Boyce, Mary; Grenet, Frantz, 《A History of Zoroastrianism》 3, Leiden: 브릴 퍼블리셔스, 491–565쪽
- Beck, Roger (2003), 〈Zoroaster, as perceived by the Greeks〉, 《Encyclopaedia Iranica》, New York: Encyclopædia Iranica online
- Blackburn, Simon, 편집. (1994), 〈Philosophy〉, 《The Oxford Dictionary of Philosophy》, Oxford: 옥스퍼드 대학교 출판부
- Blackburn, Simon, 편집. (2005), 《The Oxford Dictionary of Philosophy》 2판, London: Oxford University Press
- Boyce, Mary (1996) [1975], 《A History of Zoroastrianism: Volume I: The Early Period》, BRILL, ISBN 90-04-10474-7
- Boyce, Mary (1982), 《A History of Zoroastrianism: Volume II: Under the Achaemenians》, BRILL, ISBN 90-04-06506-7
- Boyce, Mary (2001), 《Zoroastrians: Their Religious Beliefs and Practices》, Psychology Press, ISBN 978-0-415-23902-8
- Buck, Christopher (1998), “Bahá'u'lláh as Zoroastrian saviour” (PDF), 《바하이 연구 검토》 8, 2013년 5월 24일에 원본 문서 (PDF)에서 보존된 문서
- Burnouf, M. Eugène (1833), 《Commentaire sur le Yaçna,  Vol. I》, Paris: Imprimatur Royale
- Effendi, Shoghi (1991), 〈Buddha, Krishna, Zoroaster〉, 《The Compilation of Compilations, Volume I》, Baháʼí Publications Australia, 2020년 9월 20일에 원본 문서에서 보존된 문서, 2007년 6월 17일에 확인함
- Effendi, Shoghi (1944), 《God Passes By》, Wilmette: Baháʼí Publishing Trust, ISBN 0-87743-020-9
- Fischer, Michael M. J. (2004), 《Mute Dreams, Blind Owls, and Dispersed Knowledges: Persian Poesis in the Transnational Circuitry》, Duke University Press, ISBN 0-8223-8551-1
- Foltz, Richard (2013), 《Religions of Iran: From Prehistory to the Present》, London: Oneworld publications, ISBN 978-1-78074-308-0
- Frye, Richard N. (1992), “Zoroastrians in Central Asia in Ancient Times”, 《Journal of the K. R. Cama Oriental Institute》 58: 6–10
- Gershevitch, Ilya (1964), “Zoroaster's Own Contribution”, 《Journal of Near Eastern Studies》 23 (1): 12–38, doi:10.1086/371754, S2CID 161954467
- Gnoli, Gherardo (2000), 〈Zoroaster in History〉, 《Biennial Yarshater Lecture Series, Vol. 2》, New York: Bibliotheca Persica
- Gnoli, Gherardo (2003), 〈Agathias and the Date of Zoroaster〉, 《Eran ud Aneran, Festschrift Marshak》, Venice: Libreria Editrice Cafoscarina
- Gronke, Monika (1993), 〈Derwische im Vorhof der Macht. Sozial- und Wirtschaftsgeschichte Nordwestirans im 13. und 14. Jahrhundert〉, 《Freiburger Islamstudien 15》, Stuttgart: Franz Steiner Verlag
- Hale, Mark (2004). 〈Avestan〉.   Roger D. Woodard. 《The Cambridge Encyclopedia of the World's Ancient Languages》. 케임브리지 대학교 출판부. ISBN 0-521-56256-2.
- Hornby, Helen, 편집. (1983), 《Lights of Guidance: A Baháʼí Reference File》, New Delhi: Baháʼí Publishing Trust, ISBN 81-85091-46-3
- Humbach, Helmut (1991), 《The Gathas of Zarathushtra and the other Old Avestan texts》, Heidelberg: Winter
- Jackson, A. V. Williams (1896), “On the Date of Zoroaster”, 《미국 동양학회지》 (Journal of the American Oriental Society, Vol. 17) 17: 1–22, doi:10.2307/592499, JSTOR 592499
- Jackson, A. V. Williams (1899), 《Zoroaster, the prophet of ancient Iran》, New York: 컬럼비아 대학교 출판부
- Kellens, Jean (2011). 〈AVESTA i. Survey of the history and contents of the book〉. 《Encyclopædia Iranica》 III. Iranica Foundation.
- Khamneipur, Abolghassem (2015), 《Zarathustra: Myth, Message, History》, Voctoria, BC: FriesenPress
- Kingsley, Peter (1990), “The Greek Origin of the Sixth-Century Dating of Zoroaster”, 《Bulletin of the School of Oriental and African Studies》 53 (2): 245–265, doi:10.1017/S0041977X00026069, S2CID 162273109
- Khlopin, I.N. (1992), “Zoroastrianism – Location and Time of its Origin”, 《Iranica Antiqua》 27: 96–116, doi:10.2143/IA.27.0.2002124
- Kriwaczek, Paul (2002), 《In Search of Zarathustra – Across Iran and Central Asia to Find the World's First Prophet》, London: Weidenfeld & Nicolson
- Lincoln, Bruce (1991), 《Death, War, and Sacrifice: Studies in Ideology & Practice》, University of Chicago Press, ISBN 978-0-226-48200-2
- Livingstone, David N. (2002), 《The Dying God: The Hidden History of Western Civilization》, Writers Club Press, ISBN 0-595-23199-3
- Mair, Victor H. (1990). 《Old Sinitic *Myag, Old Persian Maguš and English Magician》. 《Early China》 15. 27–47쪽. doi:10.1017/S0362502800004995. ISSN 0362-5028. JSTOR 23351579. S2CID 192107986.
- Malandra, William W. (2005), 〈Zoroastrianism: Historical Review〉, 《Encyclopaedia Iranica》, New York: Encyclopædia Iranica online
- Markwart, Joseph (1930), 《Das erste Kapitel der Gatha Uštavati (Orientalia 50)》, Rome: Pontificio Instituto Biblico
- Mayrhofer, Manfred (1977), 《Zum Namengut des Avesta》, Vienna: Verlag der Österreichischen Akademie der Wissenschaften
- Moulton, James Hope (1917), 《The Treasure of the Magi》, Oxford: Oxford University Press
- Moulton, James Hope (1913), 《Early Zoroastrianism》, London: Williams and Norgate
- Mungello, David Emil (1989), 《Curious Land: Jesuit Accommodation and the Origins of Sinology》, Honolulu: University of Hawaii Press, ISBN 0-8248-1219-0
- Nietzsche, Friedrich Wilhelm (1911),  Levy, Oscar, 편집., 《Ecco Homo》, The Complete Works of 프리드리히 니체, 번역 Ludovici, Anthony Mario, Edinburgh: T. N. Foulis
- Nigosian, Solomon Alexander (1993), 《The Zoroastrian Faith: Tradition and Modern Research》, McGill-Queen's Press, ISBN 978-0-7735-1144-6
- Nock, A. D. (1929), “(Book Review) Studien zum antiken Synkretismus aus Iran und Griechenland by R. Reitzenstein & H. H. Schaeder”, 《The Journal of Hellenic Studies》 49 (1): 111–116, doi:10.2307/625011, JSTOR 625011
- Sarianidi, V. (1987), “South-West Asia: Migrations, the Aryans and Zoroastrians”, 《International Association for the Study of Cultures of Central Asia Information Bulletin》 13: 44–56
- Shahbazi, A. Shapur (1977), “The 'Traditional Date of Zoroaster' Explained”, 《Bulletin of the School of Oriental and African Studies》 40 (1): 25–35, doi:10.1017/S0041977X00040386, S2CID 161582719
- Schlerath, Bernfried (1977), “Noch einmal Zarathustra”, 《Die Sprache》 23 (2): 127–135
- Schmitt, Rüdiger (2002), 〈Zoroaster, the name〉, 《Encyclopaedia Iranica》, New York: Encyclopædia Iranica online
- Sieber, John (July 1973), “An Introduction to the Tractate Zostrianos from Nag Hammadi”, 《Novum Testamentum》 15 (3): 233–240, doi:10.1163/156853673X00079
- Stausberg, Michael (2002), 《Die Religion Zarathushtras, Vol. I & II》 [조로아스터의 종교] (독일어), Stuttgart: Kohlhammer
- Stausberg, Michael (2004), 《Die Religion Zarathushtras, Vol. III》 [조로아스터의 종교] (독일어), Stuttgart: Kohlhammer
- Stausberg, Michael (2005), 〈Zoroaster, as perceived in Western Europe after antiquity〉, 《Encyclopaedia Iranica》 OT9, New York: Encyclopaedia Iranica online
- Stausberg, Michael (2008), “On the State and Prospects of the Study of Zoroastrianism”, 《누멘》 55 (5): 561–600, doi:10.1163/156852708X310536, S2CID 143903349
- Stausberg, Michael; Vevaina, Yuhan Sohrab-Dinshaw; Tessmann, Anna (2015), 《The Wiley-Blackwell Companion to Zoroastrianism》, John Wiley & Sons, ISBN 978-1-4443-3135-6
- Taherzadeh, Adib (1976), 《The Revelation of Bahá'u'lláh, Volume 1: Baghdad 1853–63》, Oxford: George Ronald, ISBN 0-85398-270-8
- Watkins, Alison (2006), 〈Where Got I That Truth? Psychic Junk in a Modernist Landscape〉, 《Writing Junk: Culture, Landscape, Body (Conference Proceedings)》, Worcester: University College, 3–4쪽
- Werba, Chlodwig (1982), 《Die arischen Personennamen und ihre Träger bei den Alexanderhistorikern (Studien zur iranischen Anthroponomastik)》, Vienna: n.p. (Institut für Südasien-, Tibet- und Buddhismuskunde der Universität Wien)
- West, Martin Litchfield (2010), 《The Hymns of Zoroaster: A New Translation of the Most Ancient Sacred Texts of Iran》, I.B.Tauris, ISBN 978-0-85773-156-2
- West, Martin Litchfield (2013), 《Hellenica: Volume III: Philosophy, Music and Metre, Literary Byways, Varia》, OUP Oxford, ISBN 978-0-19-960503-3
- Widengren, Geo (1961), 《Mani and Manichaeism》, London: Weidenfeld and Nicolson, OCLC 640889566
- Zaehner, Robert Charles (1972), 《Zurvan: A Zoroastrian Dilemma》, New York: Biblo and Tannen, ISBN 978-0-8196-0280-0
- Zaehner, Robert Charles (1958), 《A Comparison of Religions》, London: Faber and Faber. Cf. especially Chapter IV: Prophets Outside Israel